# Chambre de commerce et d'industrie de Béthune
Avant la réorganisation de fin 2010, la chambre de commerce et d'industrie de Béthune était l'une des sept chambres de commerce et d'industrie du département du Pas-de-Calais.
Depuis le 1er janvier 2011 elle a fusionné avec les CCI d'Arras et de Lens pour former la chambre de commerce et d'industrie Artois.
Son siège, à Béthune au 24 rue Sadi Carnot, est désormais celui de l'agence de proximité de Béthune.

## Service aux entreprises
- Centre de formalités des entreprises
- Assistance technique au commerce
- Assistance technique à l'industrie
- Assistance technique aux entreprises de service

## Gestion d'équipements
- Port fluvial de Béthune-Beuvry.

## Centres de formation
- SIADEP formation en commun avec les chambres de commerce d'Arras, de Lille et de Lens.

## Historique
- Décembre 2007 : Projet de fusion pour 2010 avec la chambre de commerce et d'industrie d'Arras et la chambre de commerce et d'industrie de l'arrondissement de Lens pour former la chambre de commerce et d'industrie de l'Artois.
- 27 février 2009 : Décret no 2009-237 sur la fusion de la chambre avec celle d'Arras et de Lens pour former en 2010 la chambre de commerce et d'industrie de l'Artois.
- 22 décembre 2010 : Installation officielle de la CCI territoriale de l’Artois.

## Pour approfondir